# پزتای صحراوی

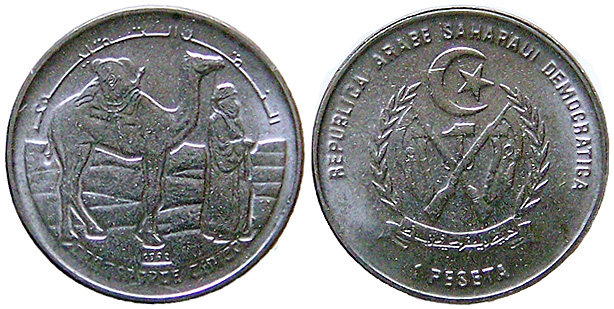
تصویری از پزتای صحراوی یکای پول رایج کشور جمهوری دموکراتیک عربی صحرا

پزتای صحراوی (به انگلیسی: Sahrawi Peseta) (به زبان بومی: البیزیتا الصحراوی) یکای پول رایج در کشور جمهوری دموکراتیک عربی صحرا است. مسئولیت کنترل این یکای پول بر عهدهٔ بانک جمهوری دموکراتیک عربی صحرا قرار دارد.